# Dolganci
Dolganci odnosno Dolgani (ruski: Долганы ; vlastiti naziv: долган, тыа-кихи, саха) su turkijsko-mongolski narod koji živi na području Tajmirskog autonomnog okruga u Krasnojarskom kraju u Rusiji. Prema popisu iz 2002. ima 7.261 pripadnika, od čega 5.517 u Tajmirskom autonomnom okrugu.
Dolganci govore dolganskim jezikom, narječjem jakutskog jezika. Dolganski identitet pojavio se u 19. i ranom 20. stoljeću, kada su neki od Evenka, Jakuta, Eneca i tzv. tundarski seljaci doselili na ovo područje iz porječja rijeke Lene i Olenjoka.
Izvorno, Dolganci su bili nomadi i bavili su se uzgojem karibua i lovstvom. Za sovjetskog doba, prešli su na sjedilački način života i formirali su kolhoze, angažiravši se u uzgoju karibua, lovu, ribolovu, mljekarstvom stočarstvu, kao i povrtlarstvu.
Većina Dolganaca pripada ruskoj pravoslavnoj crkvi. Stara animistička vjerovanja još uvijek su zastupljena.